# Lannebert
Lannebert é uma comuna francesa na região administrativa da Bretanha, no departamento Côtes-d'Armor. Estende-se por uma área de 6,92 km². Em 2010 a comuna tinha 443 habitantes (densidade: 64 hab./km²).